# 圣皮埃尔德特里维西
圣皮埃尔-德特里维西（法語：Saint-Pierre-de-Trivisy，法語發音：[sɛ̃ pjɛʁ də tʁivizi]）是法国奧克西塔尼大區塔恩省的一个市镇，属于卡斯特尔区。

## 地理
圣皮埃尔-德特里维西（43°45'40"N, 2°26'5"E）面积36.09 平方千米，位于法国奧克西塔尼大區塔恩省，该省份为法国南部内陆省份，北起顺时针与阿韦龙省、埃罗省、奥德省、上加龙省和塔恩-加龙省接壤。
与圣皮埃尔-德特里维西接壤的市镇（或旧市镇、城区）包括：阿里法、拉卡兹、蒙特勒东拉贝索涅、赖萨克、瓦布尔。
圣皮埃尔-德特里维西的时区为UTC+01:00、UTC+02:00（夏令时）。

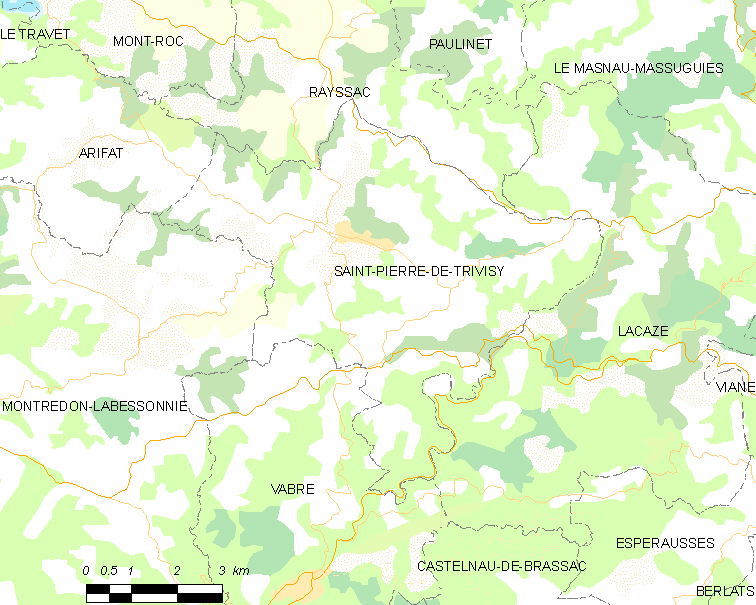
圣皮埃尔-德特里维西的OSM定位图

## 行政
圣皮埃尔-德特里维西的邮政编码为81330，INSEE市镇编码为81267。

## 政治
圣皮埃尔-德特里维西所属的省级选区为奥克高地县。

## 人口

1962-2008年间圣皮埃尔-德特里维西人口变化图示

圣皮埃尔-德特里维西于2022年1月1日时的人口数量为617人。